# Peninsula Italică

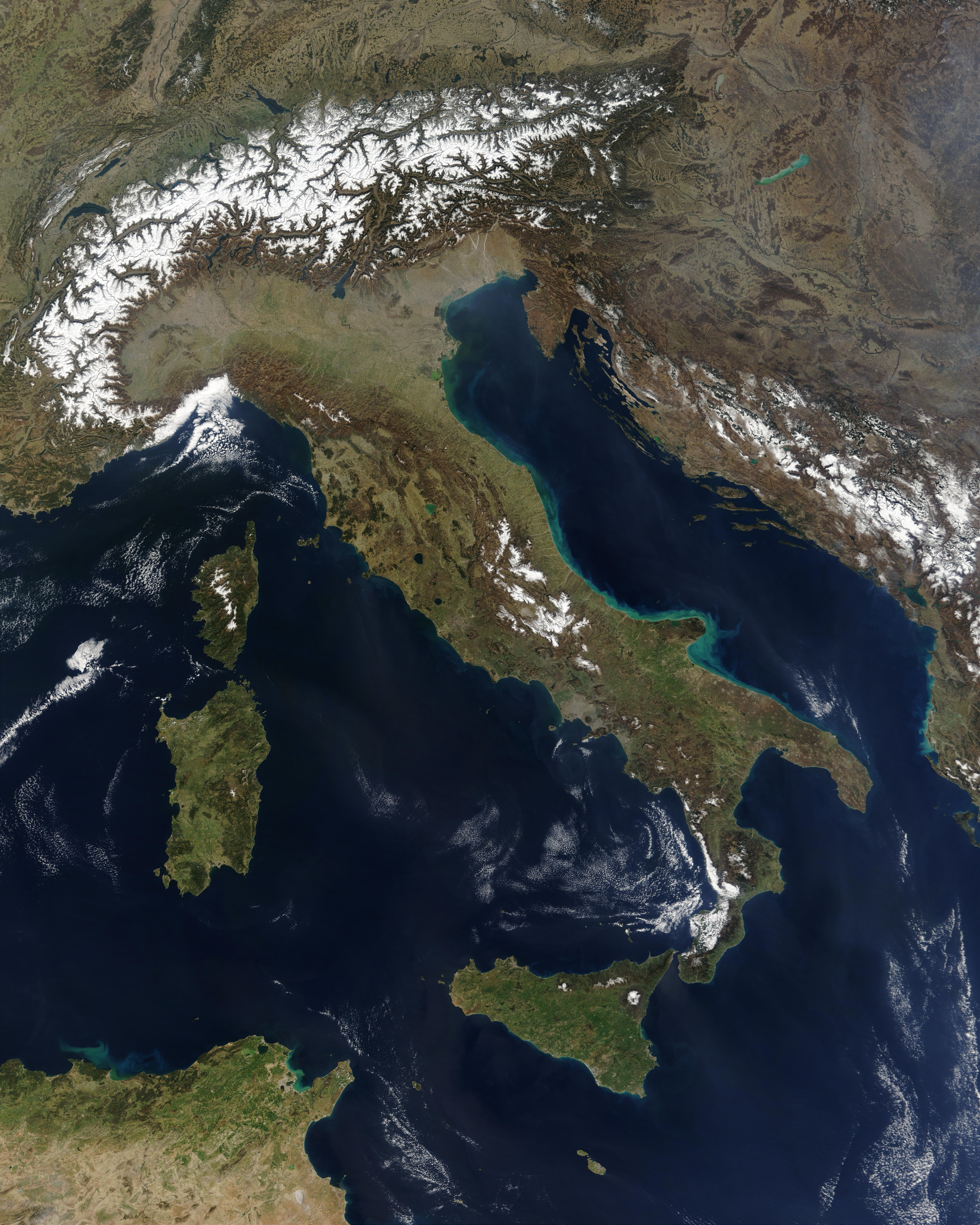
Vedere din satelit a peninsulei în luna martie

Peninsula Italică sau peninsula Apeninică (italiană: Penisola italiana sau Penisola appenninica) este una dintre cele mai mari peninsule din Europa, întinzându-se pe 1000 km de la Alpi în nord la Marea Mediterană centrală în sud. Peninsula este foarte cunoscută pentru forma ei de cizmă, de fapt, e cunoscută sub numele de Lo Stivale (în italiană Cizma).
Peninsula este mărginită de Marea Ligurică și de Marea Tireniană la vest, de Marea Ionică la sud și de Marea Adriatică la est. 
Peninsula italică e formată din trei state:
- Italia, principala;
- San Marino, o enclavă a Italiei în nord-vest;
- Vaticanul, o enclavă în orașul italian Roma;

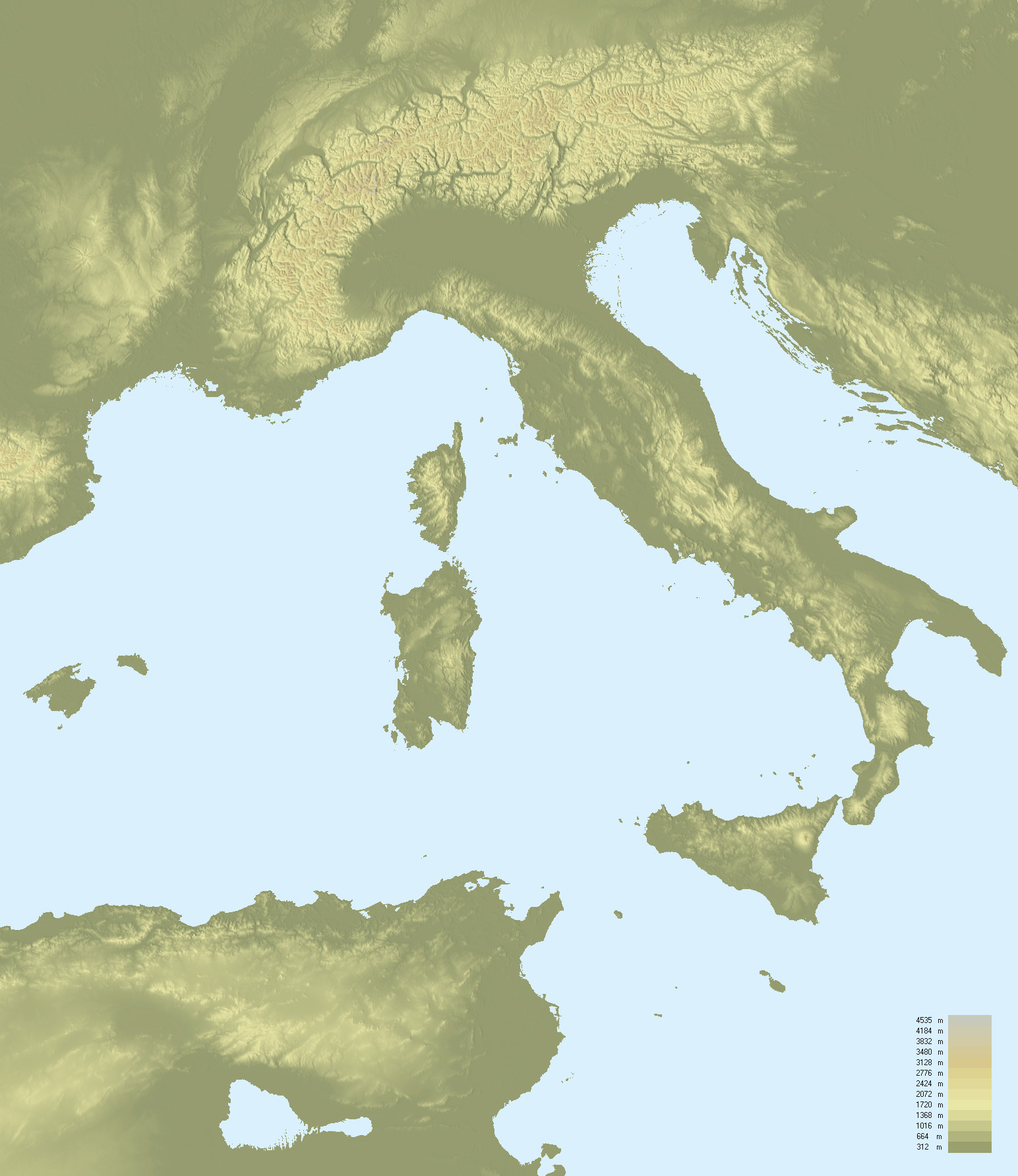
Relieful Peninsulei Italice

## Geografie
Relieful
Relieful este determinat de cele două lanțuri muntoase majore: Alpii și Apeninii.
Alpii, situați în nord, au o formă curbată foarte caracteristică și se împart, după poziție, în trei mari grupe:
- în vest (spre Franța) - Alpii Occidentali, care culminează cu vârful Mont Blanc- 4.807 m. (aflat la granița cu Franța);
- în Nord (spre Elveția) - Alpii Centrali;
- în est (spre Austria) - Alpii Orientali.

Între Alpi si Apenini se întinde Câmpia Padului, străbătută în partea centrală, de la vest la est, de râul Pad, care adună apele din regiunile montane vecine.
Munții Apenini formează structura principală a Peninsulei Italice, prelungindu-se peste strâmtoarea Messina, în nordul Insulei Sicilia. În partea centrală a Apeninilor, denumiți Abruzzi, cele mai mari altitudini se apropie de 3000 m. (Gran Sasso - 2914 m.)
Regiunile colinare (dealuri, podișuri, depresiuni și înălțimi submontane) mărginesc munții și lasă, spre regiunile de coastă, locul unor mici câmpii litorale. Vulcanii reprezintă un fenomen deosebit al Peninsulei Italice. Cei mai cunoscuți vulcani sunt Vezuviu (1.277 m.), lângă Napoli și Etna (3.323 m.), în Sicilia.
Clima
Pe o suprafață restrânsă Peninsula Italică are mai multe tipuri de climă:
- climat alpin, caracteristic Munților Alpi la altitudini de peste 3.000 m. cu ierni lungi, reci și precipitații bogate sub formă de zăpadă;
- climat continental în Câmpia Padului, regiunile colinare și pe pantele Apeninilor;
- climat mediteraneean, cald și relativ umed (datorită apropierii mării).

Hidrografia
Partea de nord a Peninsulei Italice este străbătută de râul Pad și Adige, care se varsă într-o deltă comună în Marea Adriatică, în partea centrală cele mai cunoscute fiind Tibru și Arno care traversează Florența. Peninsula Italică se remarcă și prin existența unor lacuri glaciare (Como, Garda, Maggiore) și vulcanice (Bolsena și Trasimeno).
Vegetația
Vegetația predominantă are un caracter mediteraneean (cu ierburi și arbuști). Zonele montane înalte sunt îmbrăcate cu păduri de foioase și chiar de conifere. În Abruzzi există un parc natural care conservă elementele de faună și floră mediteraneeană.
Resursele naturale
Peninsula Italică are resurse puține. Resursele tradiționale (minereuri de fier și minereuri neferoase) au fost depășite de necesitățile industriei constructoare de mașini. Resursele de cărbuni sunt nesemnificative, iar recente descoperiri de gaze naturale din Câmpia Padului și platforma continentală a Mării Adriatice sunt sub necesități. Exploatarea zăcămintelor de sulf, marmură și mercur satisfac economia proprie.